# Prosymna
Prosymna es un género de serpientes venenosas de la familia Lamprophiidae. Sus especies se distribuyen por el África subsahariana.

## Especies
Se reconocen las 18 especies siguientes:
- Prosymna ambigua Bocage, 1873
- Prosymna angolensis Boulenger, 1915
- Prosymna bivittata Werner, 1903
- Prosymna confusa Conradie, Keates, Baptista & Lobón-Rovira, 2022[2]
- Prosymna frontalis (Peters, 1867)
- Prosymna greigerti Mocquard, 1906
- Prosymna janii Bianconi, 1862
- Prosymna lineata (Peters, 1871)
- Prosymna lisima Conradie, Keates, Baptista & Lobón-Rovira, 2022[2]
- Prosymna meleagris (Reinhardt, 1843)
- Prosymna ornatissima Barbour & Loveridge, 1928
- Prosymna pitmani Battersby, 1951
- Prosymna ruspolii (Boulenger, 1896)
- Prosymna semifasciata Broadley, 1995
- Prosymna somalica Parker, 1930
- Prosymna stuhlmanni (Pfeffer, 1893)
- Prosymna sundevalli (Smith, 1849)
- Prosymna visseri Fitzsimons, 1959